# Pácsony
Pácsony è un comune dell'Ungheria di 313 abitanti (dati 2001). È situato nella contea di Vas.